# Aemilia (Vestalin)
Aemilia († 114 v. Chr.) war eine der altrömischen patrizischen Familie der Aemilier angehörige, wegen Unkeuschheit (lat. incestum) hingerichtete Vestalin.
Im Jahr 115 v. Chr. wurde Aemilia in einem aufsehenerregenden Prozess beschuldigt, ihr Keuschheitsgelöbnis verletzt zu haben, indem sie mehrere Liebesaffären, unter anderem mit dem römischen Ritter Lucius Veturius, eingegangen sei. Außerdem habe sie die mitangeklagten Vestalinnen Licinia und Marcia dazu angestiftet, ebenfalls Verhältnisse mit anderen Männern zu beginnen, und Licinias Bruder zu ihrem Geliebten gemacht. In dem vom Pontifex Maximus Lucius Caecilius Metellus Delmaticus geleiteten Verfahren wurde Aemilia 114 v. Chr. für schuldig befunden und zum Tod verurteilt, während Licinia und Marcia zunächst einen Freispruch erlangten. Doch im Jahr 113 v. Chr. wurde ein zweites Verfahren gegen die Vestalinnen angestrengt, in dem der strenge Lucius Cassius Longinus Ravilla den Vorsitz führte und das auch zur Verurteilung von Licinia und Marcia führte.